# 사헌대
사헌대(司憲臺)는 고려 초기의 감찰기구이다. 983년 설치되었다. 백관을 규찰, 탄핵하고 풍속을 교정하는 역할을 하였다. 995년 어사대로 개편된다. 그 뒤 1014년 금오대로 되었다가, 1015년 금오대를 파하고 다시 사헌대로 개칭한다.

## 같이 보기
- 금오대